# Genduara punctigera
Espèce
Synonymes
- Crexa anthraxoides Walker, 1866[1]
- Dichromosoma majus R. Felder, 1874[1]
- Entometa punctigera Walker, 1855[1]
- Genduara cinerea Walker, 1856[1]
- Mecytha trimacula Walker, 1855[1]

Genduara punctigera est une espèce de lépidoptères (papillons) de la famille des Lasiocampidae.

## Répartition
On le trouve dans le quart Sud-Est de l'Australie.

## Description
Genduara punctigera a une envergure de 50 mm. Sa larve vit sur Exocarpos cupressiformis.

## Galerie

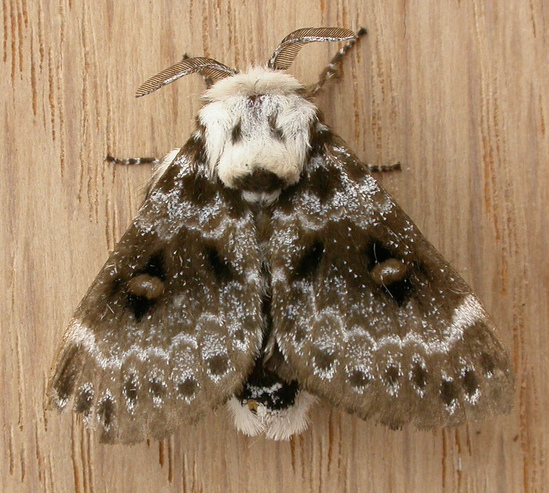